# 圣让德奈
圣让德奈（法語：Saint-Jean-de-Nay，法語發音：[sɛ̃ ʒɑ̃ də nɛ]）是法国上卢瓦尔省的一个市镇，属于勒皮区。

## 地理
圣让德奈（45°4'8"N, 3°41'47"E）面积28.26 平方千米，位于法国奥弗涅-罗讷-阿尔卑斯大区上盧瓦爾省，该省份为法国中南部省份，北起多姆山省和卢瓦尔省，西接康塔爾省，南至洛泽尔省，东临阿尔代什省。
与圣让德奈接壤的市镇（或旧市镇、城区）包括：维萨克-欧泰拉克、沙斯皮扎克、卢德、锡欧格圣玛丽、瓦泽耶-利芒德尔、韦尔热扎克、勒韦尔内、阿列河畔圣普里瓦。

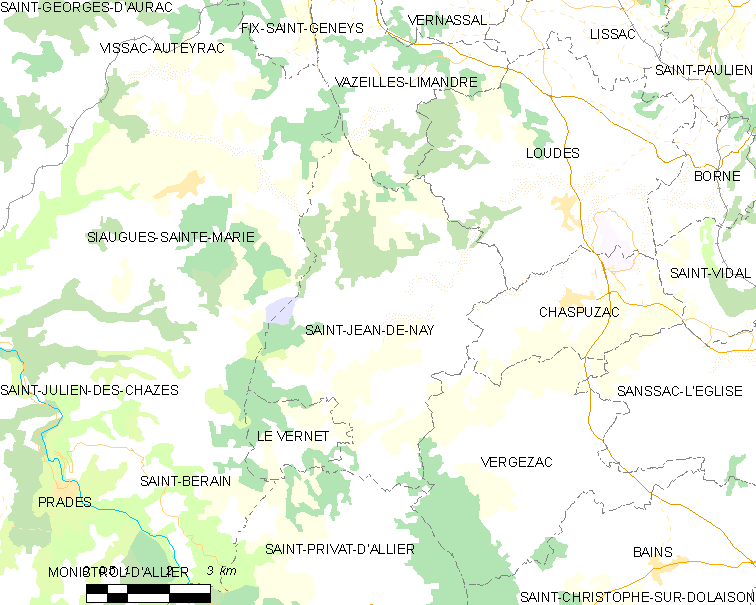
圣让德奈的OSM定位图

圣让德奈的时区为UTC+01:00、UTC+02:00（夏令时）。

## 行政
圣让德奈的邮政编码为43320，INSEE市镇编码为43197。

## 政治
圣让德奈所属的省级选区为圣波利安县。

## 人口

1962-2008年间圣让德奈人口变化图示

圣让德奈于2022年1月1日时的人口数量为338人。